# Manse (DJ)
Michael Hansen, plus connu sous le nom Manse, est un DJ suédois né le 10 août 1994 et originaire de Stockholm.
Il se fait connaître grâce à de nombreux remixes de 2013 à 2014 avant de créer ses propres morceaux à partir de 2015.
Son titre le plus connu est Freeze Time, réalisé avec la vocaliste Alice Berg et sorti sur le label d'Hardwell, Revealed Recordings. La chanson se classa 8e du top 100 des téléchargements sur la plate-forme Beatport.

## Discographie

### Singles
- 2015 : Metric (avec Kill The Buzz) [Revealed Recordings]
- 2015 : Freeze Time [Revealed Recordings]
- 2015 : Falling Down (avec Volt & State) [Armada Music]
- 2015 : Rising Sun [Revealed Recordings]
- 2015 : Last Night Of Our Lives (feat. Niclas Lundin) [Armada Trice]
- 2016 : Don't Look Back (avec JAKKO & Killogy) [Armada Trice]
- 2016 : All Around [Armada Trice]
- 2016 : Back Again (avec Thomas Newson) [Revealed Recordings]
- 2016 : We Come Alive (feat. Cornelia Jakobs) [Enhanced Recordings]

### Remixes
- 2013 : Paris & Simo & 3LAU feat. Bright Lights - Escape (Manse Remix) [Revealed Recordings]
- 2014 : Down With Webster - Chills (Manse Remix) [Armada Music|Armada Trice]
- 2014 : Nicky Romero & Vicetone feat. When We Are Wild - Let Me Feel (Manse Remix) [Protocol Recordings]
- 2015 : John Dahlback & Dash Berlin feat. BullySongs - Never Let You Go (Manse Remix) [Armada Trice]
- 2016 : Thomas Hayes feat. Kyler England - Golden (Manse Remix) [Enhanced]
- 2016 : Hardwell feat. Jake Reese - Run Wild (Manse Remix) [Revealed]
- 2016 : Armin Van Buuren feat. Bullysongs - Freefall (Manse Remix) [Armada Music]